# Befruchtet
Befruchtet ist eine dänische Dramedyserie. Sie wurde am 8. Juni 2022 auf Netflix veröffentlicht und handelt von einer Ärztin in einer Kinderwunschklinik, die sich selbst befruchtet.

## Handlung

### Staffel 1
Nana ist Mitte 30 und arbeitet in einer Kinderwunschklinik in Kopenhagen, in der sie exzellente Arbeit leistet, wobei sie jedoch ihre Klienten beständig anlügt. Sie geht auf ihre Situation ein und tut so, als wäre sie in einer ähnlichen Lage. Ihr Privatleben dagegen sieht eher düster aus. Sie hat sich von ihrer großen Liebe Mathias schon länger getrennt und von ihrer Mutter, der Schlagersängerin Lise Lacour, die einst den Eurovision Song Contest gewann, entfremdet. Enge Beziehungen hat sie nur zu ihrer Kollegin Simone. Eines Tages beschließt sie ihre Eierstöcke zu untersuchen und stellt fest, dass sie nur noch etwa ein halbes Jahr schwanger werden kann. Als sie dann noch ihre verflossene Liebe Mathias, der Entwicklungshilfe in Guatemala leistet, zufällig wieder trifft und erfährt, dass er eine Samenspende im Labor abgegeben hat, brennen bei ihr alle Sicherungen durch. Sie betrinkt sich und klaut Mathias’ Samenspende. Sie befruchtet sich mit der Spende selbst und wird auch tatsächlich schwanger. 
Der Quasi-Einbruch bleibt nicht unbemerkt, zumal Mathias die Spende abgegeben hat, weil bei ihm ein Verdacht auf Hodenkrebs vorliegt. Nana verheddert sich in ein Netz aus Lügen. Hin- und hergerissen zwischen ihrer alten Liebe Mathias und dem attraktiven Physiotherapeuten schafft sie es nicht, die Wahrheit zu sagen. Erst als Nana gefeuert wird, wagt sie es ihrer Chefin Helle  die Wahrheit zu sagen und wird prompt entlassen. So kommt schließlich auch heraus, dass sie schwanger ist. Ihr gelingt es jedoch nicht, Mathias die Wahrheit zu sagen, der zurück nach Guatemala reist.

### Staffel 2
Nana hat zwischenzeitlich das Baby bekommen. Frustriert von ihrer momentanen Situation bittet sie Helle darum, ihre Stelle wiederzugeben. Helle, die gerade mit umfangreichen Umbauarbeiten beschäftigt ist, gibt ihr auch tatsächlich wieder eine Chance. Da das Baby, das noch keinen Namen hat, aber erst drei Monate alt ist, bittet sie ihre Mutter um Hilfe, die als Tagesoma einspringt. Dies führt zu zahlreichen Verwicklungen, bei denen Nana durch Zufall herausfindet, dass ihr Vater Freddy gar nicht nach Bangkok ausgewandert ist, sondern in einem Vorort von Kopenhagen wohnt. Sie sucht ihn auf, enthüllt aber nicht, wer sie ist.
Zufällig trifft sie auch Mathias, der in Lucia eine neue Liebe gefunden hat. Auf Drängen von Simone beichtet sie ihm, was sie getan hat. Nach anfänglichem Streit akzeptiert er seine Vaterrolle mehr oder weniger. Nana jedoch versucht ihn erneut für sich zu gewinnen und manipuliert sowohl ihn als auch Lucia. Lucia verschweigt sie bei einer Eierstockuntersuchung, dass sie eigentlich schwanger ist. Stattdessen nutzt sie eine Situation aus, um mit Mathias zu schlafen. Anschließend provoziert sie einen Streit zwischen Lucia und Mathias. Als diese sich trennen, beschleichen sie jedoch Skrupel. Als Lucia wutentbrannt zurück nach Guatemala reisen will, hält sie sie am Flughafen auf und es kommt zur Versöhnung mit Mathias. Am Ende enthüllt sie auch ihrem Vater ihre Identität und stellt ihm seine Enkeltochter vor. Diese stellt sie als Margarethe vor. Der Name wurde in den Folgen als Running Gag benutzt, da behauptet wurde, dass ein Baby, das nach sechs Monaten noch keinen Namen bekommen habe, automatisch nach der dänischen Königin Margrethe II. benannt wird.

## Hintergrund
Die Serie wurde von Amalie Næsby Fick und Nikolaj Feifer für den Streaming-Anbieter Netflix geschrieben. Produziert wurde die Serie von der dänischen Produktionsfirma Apple Tree Productions in Kooperation mit den britischen ITV Studios. Die erste Staffel mit sechs Episoden erschien am 8. Juni 2022. Eine zweite Staffel wurde am 22. August 2023 über X angekündigt. Die sechs Episoden dieser Staffel erschienen am 22. August 2024.

## Besetzung und Synchronisation
Die deutschsprachige Synchronisation entsteht bei der FFS Film- & Fernseh-Synchron in Berlin, mit den Dialogbücher und unter der Dialogregie von Irina von Bentheim. Müller war zusammen mit Julius Jellinek auch in der ersten Staffel an den Dialogbüchern beteiligt.
| Rolle            | Schauspieler          | Hauptrolle (Folgen) | Synchronsprecher   |
| ---------------- | --------------------- | ------------------- | ------------------ |
| Nana             | Josephine Park        | 1.01–               | Giuliana Jakobeit  |
| Simone           | Olivia Joof Lewerisaa | 1.01–               | Damineh Hojat      |
| Mathias          | Simon Sears           | 1.01–               | Tim Knauer         |
| Helle            | Charlotte Munck       | 1.01–               | Maud Ackermann     |
| Niels-Anders     | Mikael Birkkjær       | 1.01–               | Matthias Klie      |
| Lise Lacour      | Tammi Øst             | 1.01–               | Christin Marquitan |
| Flot Fys / Søren | Emil Prenter          | 1.01–1.06           | Michael Gugel      |
| Lucia            | Amelia Hoy            | 2.01–               | Runa Aléon         |
| Hampus           | Oscar Töringe         | 2.01–               | Nicolas Böll       |

## Episodenliste
| Nr. (ges.) | Nr. (St.) | Deutscher Titel                                           | Originaltitel                         | Erstveröffentlichung Dänemark | Deutschsprachige Erstausstrahlung (D) | Regie                             | Drehbuch                                                 |
| ---------- | --------- | --------------------------------------------------------- | ------------------------------------- | ----------------------------- | ------------------------------------- | --------------------------------- | -------------------------------------------------------- |
| 1          | 1         | Derjenige, der einfach verschwunden ist                   | The One That Got Away                 | 8. Juni 2022                  | 8. Juni 2022                          | Amalie Næsby Fick                 | Amalie Næsby Fick, Nikolaj Feifer, Dorthe Riis Lauridsen |
| 2          | 2         | Was ist dein großes Geheimnis?                            | Hvad er din store hemmelighed?        | 8. Juni 2022                  | 8. Juni 2022                          | Amalie Næsby Fick, Nikolaj Feifer | Amalie Næsby Fick, Nikolaj Feifer, Leo Clara Mendes      |
| 3          | 3         | Du siehst so aus, als ob du dich gleich übergeben würdest | Du ligner en, der er ved at kaste op? | 8. Juni 2022                  | 8. Juni 2022                          | Amalie Næsby Fick, Nikolaj Feifer | Amalie Næsby Fick, Nikolaj Feifer, Karina Dam            |
| 4          | 4         | Hast du es ihm gesagt?                                    | Har du fortalt ham det?               | 8. Juni 2022                  | 8. Juni 2022                          | Amalie Næsby Fick, Nikolaj Feifer | Amalie Næsby Fick, Nikolaj Feifer, Karina Dam            |
| 5          | 5         | Du bist es!                                               | Det er dig!                           | 8. Juni 2022                  | 8. Juni 2022                          | Amalie Næsby Fick, Nikolaj Feifer | Amalie Næsby Fick, Nikolaj Feifer, Leo Clara Mendes      |
| 6          | 6         | Ist es Zeit zu gratulieren?                               | Skal vi sige tillykke?                | 8. Juni 2022                  | 8. Juni 2022                          | Amalie Næsby Fick                 | Amalie Næsby Fick, Nikolaj Feifer, Dorthe Riis Lauridsen |
| 7          | 1         | Die schlechteste Mutter der Welt                          | Verdens værste mor                    | 22. Aug. 2024                 | 22. Aug. 2024                         | Amalie Næsby Fick                 | Amalie Næsby Fick, Nikolaj Feifer, Kasper Kalle          |
| 8          | 2         | Wurdest du geschlagen?                                    | Har du fået tæsk?                     | 22. Aug. 2024                 | 22. Aug. 2024                         | Amalie Næsby Fick                 | Amalie Næsby Fick, Nikolaj Feifer, Kasper Kalle          |
| 9          | 3         | Alles versauen                                            | Hun crasher alt                       | 22. Aug. 2024                 | 22. Aug. 2024                         | Amalie Næsby Fick, Nikolaj Feifer | Amalie Næsby Fick, Nikolaj Feifer, Kasper Kalle          |
| 10         | 4         | Kann man ein Kind mit ins Gefängnis nehmen?               | Kan man have et barn med i fængsel?   | 22. Aug. 2024                 | 22. Aug. 2024                         | Amalie Næsby Fick, Nikolaj Feifer | Amalie Næsby Fick, Nikolaj Feifer, Kasper Kalle          |
| 11         | 5         | Die eigenen Trümpfe richtig ausspielen                    | En rotte i fælden                     | 22. Aug. 2024                 | 22. Aug. 2024                         | Amalie Næsby Fick                 | Amalie Næsby Fick, Nikolaj Feifer, Kasper Kalle          |
| 12         | 6         | Wie läuft es so als Mama?                                 | Hvordan går det med at være mor?      | 22. Aug. 2024                 | 22. Aug. 2024                         | Amalie Næsby Fick                 | Amalie Næsby Fick, Nikolaj Feifer, Kasper Kalle          |